# جيسي غوف
جيسي غوف (بالإنجليزية: Jesse Gove)‏ هو ضابط أمريكي، ولد في 5 ديسمبر 1824 في Weare, New Hampshire ‏ في الولايات المتحدة، وتوفي في 27 يونيو 1862 في مقاطعة هانوفر في الولايات المتحدة.